# Tethystola mutica
Tethystola mutica là một loài bọ cánh cứng trong họ Cerambycidae.